# آتش‌سوزی پتروشیمی بوعلی سینا
در روز چهارشنبه مورخه ۱۶ تیرماه ۱۳۹۵ پتروشیمی بوعلی سینا - واقع شده در سایت ۴ منطقه ویژه اقتصادی پتروشیمی شهرستان بندر ماهشهر در استان خوزستان - دچار آتش‌سوزی شد. علت آتش‌سوزی نشتی گاز در مخزن ۸۰۰۱ این واحد پتروشیمی اعلام شد.
به دنبال این آتش‌سوزی تخلیه اضطراری پتروشیمی بندر امام و پتروشیمی تندگویان در دستور کار مسئولان قرار گرفت. مأموران آتش‌نشانی توانستند بالاخره پس از ۳ روز تلاش آتش را به‌طور کامل مهار کنند.
مجتمع پتروشیمی بوعلی سینا در زمینی به مساحت ۳۶ هکتار در منطقه ویژه اقتصادی پتروشیمی بندر ماهشهر استان خوزستان قرار دارد
و یکی از واحدهای تولیدکننده مواد آروماتیک است که مالک سهام آن شرکت هلدینگ صنایع پتروشیمی خلیج فارس است. خوراک این مجتمع پتروشیمی، نفتای سبک و سنگین و بنزین پیرولیز است که از کارخانجات ان‌جی‌ال (۱۰۰۰/۹۰۰ پازنان) متعلق به شرکت ملی مناطق نفتخیز جنوب و پتروشیمی امیرکبیر تأمین می‌شود و در فرایندهای موجود در واحدهای عملیاتی مختلف به محصولات آروماتیک نظیر پارازایلین و ارتوزایلین و بنزن تبدیل می‌شود.
صبح روز پنج‌شنبه ۱۷ تیر ۱۳۹۵، ساعاتی بعد از مهار آتش‌سوزی در یکی از برج‌های مجتمع بوعلی سینا، یکی دیگر از مخازن این مجتمع به علت نشت نفت و حرارت شدید باقی‌مانده در محل آتش‌سوزی قبلی آتش گرفت.
بیژن نامدار زنگنه (وزیر نفت ایران) به همراه بیژن عالی‌پور (مدیرعامل شرکت ملی مناطق نفتخیز جنوب) و غلامرضا شریعتی؛ (استاندار خوزستان) که در محل حادثه حضور پیدا کرده بود شایعاتی را مبنی اینکه دلیل آتش‌سوزی خرابکاری بوده باشد رد کرد و گفت که «حادثه دلیل فنی داشته و اگر نقطه ضعف یا قصوری از سوی کسی انجام شده باشد حتماً پس از بررسی‌های کارشناسی اعلام می‌شود.» احتمال خرابکاری در این مجتمع نخستین بار توسط یکی از شبکه‌های تلویزیونی عرب‌زبان عنوان شد که مدعی شده بود «گردان‌های عقاب‌های اهواز مسئولیت حادثه را به عهده گرفتند.» کمی بعد بخش فارسی وبسایت شبکه العربیه وابسته به عربستان سعودی نیز از احتمال خرابکاری در این مجتمع خبر داد.
گارد ملی عربستان در پی این آتش‌سوزی رصدخانه‌ای را تدارک دید تا در صورت مشاهده هر گونه موارد مشکوک به آلودگی وارد عمل شود. با این حال رسانه‌های عرب‌زبان احتمال ورود ضرر به کشورهای عربستان و کویت را رد کردند.